# Domenico Ginnasi
Domenico Ginnasi (ur. 19 czerwca 1551, zm. 12 marca 1639) – włoski kardynał.

## Życiorys
Studiował na uniwersytecie w Bolonii. 1586–1607 arcybiskup Manfredonii. Za pontyfikatu Klemensa VIII odrzucił propozycję objęcia funkcji generalnego skarbnika Kamery Apostolskiej i przeszedł do służby dyplomatycznej – był nuncjuszem apostolskim w Toskanii (1598-1600) i Madrycie (1600-05). W 1604 został mianowany kardynałem, jednak do Rzymu powrócił z Hiszpanii dopiero rok później. Od 1621 był prefektem Kongregacji Konsystorialnej. Zmarł na podagrę jako dziekan Świętego Kolegium Kardynałów.